# سیارک ۱۱۶۵۶
سیارک ۱۱۶۵۶ (به انگلیسی: 11656 Lipno، نامگذاری:1997EL6) یازده هزار و ششصد و پنجاه و ششمین سیارک کشف شده‌است که در ۶ مارس ۱۹۹۷ کشف شد.
قدر مطلق سیارک برابر ۱۳٫۱۰ است.